# 배곧도서관
배곧도서관은 경기도 시흥시의 도서관이다.

## 연혁
- 2020년 10월 15일 개관.